# Acizzia russellae
Acizzia russellae är en insektsart som beskrevs av Webb och Moran 1974. Acizzia russellae ingår i släktet Acizzia och familjen rundbladloppor. Inga underarter finns listade i Catalogue of Life.